# 玄理吾
玄 理吾（ひょん りお、2003年12月30日 - ） は兵庫県出身のプロサッカー選手。Jリーグ・徳島ヴォルティス所属。ポジションはミッドフィールダー。

## 来歴
中学時代はFC Libreのジュニアユースでプレーしたが、3年間の公式戦出場は1年生の僅か2試合で、それ以降は一度も公式戦のピッチに立つことは無く、ひたすら公園で練習を重ねた。
中学卒業後、以前から練習参加していた静岡学園高校に進学。3年時にはインターハイと全国高等学校サッカー選手権大会に出場し、それぞれの大会で優秀選手に選ばれた。
2021年10月、2022年シーズンからの徳島ヴォルティス加入内定が発表された。2022年2月23日、ルヴァンカップ・グループステージ第1節のサンフレッチェ広島戦でプロデビューを飾った。4月13日、同・第4節の清水エスパルス戦でプロ初ゴールを決めた。
2023年9月8日、当初は韓国籍だったが、日本国籍を取得したことが発表された。
2024年7月24日、栃木SCへの期限付き移籍を発表。
2025年は徳島へ復帰することとなった。

## 所属クラブ
- 西宮SS
- FC.Libre
- 静岡学園高等学校
- 2022年 -  徳島ヴォルティス
  - 2024年7月 - 同年12月  栃木SC (期限付き移籍)

## 個人成績
| 国内大会個人成績 | 国内大会個人成績 | 国内大会個人成績 | 国内大会個人成績 | 国内大会個人成績 | 国内大会個人成績 | 国内大会個人成績 | 国内大会個人成績 | 国内大会個人成績 | 国内大会個人成績 | 国内大会個人成績 | 国内大会個人成績 |
| 年度             | クラブ           | 背番号           | リーグ           | リーグ戦         | リーグ戦         | リーグ杯         | リーグ杯         | オープン杯       | オープン杯       | 期間通算         | 期間通算         |
| 年度             | クラブ           | 背番号           | リーグ           | 出場             | 得点             | 出場             | 得点             | 出場             | 得点             | 出場             | 得点             |
| 日本             | 日本             | 日本             | 日本             | リーグ戦         | リーグ戦         | リーグ杯         | リーグ杯         | 天皇杯           | 天皇杯           | 期間通算         | 期間通算         |
| ---------------- | ---------------- | ---------------- | ---------------- | ---------------- | ---------------- | ---------------- | ---------------- | ---------------- | ---------------- | ---------------- | ---------------- |
| 2022             | 徳島             | 23               | J2               | 14               | 0                | 6                | 1                | 2                | 1                | 22               | 2                |
| 2023             | 徳島             | 23               | J2               | 19               | 0                | -                | -                | 0                | 0                | 19               | 0                |
| 2024             | 徳島             | 14               | J2               | 14               | 0                | 1                | 0                | 2                | 0                | 17               | 0                |
| 2024             | 栃木SC           | 16               | J2               | 11               | 0                | -                | -                | -                | -                | 11               | 0                |
| 2025             | 徳島             |                  | J2               |                  |                  |                  |                  |                  |                  |                  |                  |
| 通算             | 日本             | 日本             | J2               | 58               | 0                | 7                | 1                | 4                | 1                | 69               | 2                |
| 総通算           | 総通算           | 総通算           | 総通算           | 58               | 0                | 7                | 1                | 4                | 1                | 69               | 2                |

## タイトル

### 個人
- 全国高等学校総合体育大会・優秀選手（2021年）
- 全国高等学校サッカー選手権大会・優秀選手（2021年）